# 3 août en sport
3 juillet 3 septembre
Chronologies thématiques
- Croisades
- Ferroviaires
- Disney

Le 3 août (215e jour de l'année ou 216e en cas d'année bissextile) en sport.

## Événements

### XIXesiècle
- 1852 :
  - (Aviron) : première régate universitaire entre Harvard et Yale. Harvard s'impose de deux longueurs[1].
- 1865 :
  - (Baseball /NABBP) : les Brooklyn Atlantics remportent le 9e championnat de Baseball de la NABBP avec 18 victoires et aucune défaite. La grande finale oppose les Atlantics et les New York Mutuals devant 20 000 spectateurs.
- 1874 :
  - (Baseball) : premier match de baseball de la première tournée internationale Spalding en Grande-Bretagne. Boston s’impose face aux Athletics sur le score de 24 à 7.

### XXesièclede1901à1950
- 1924 :
  - (Sport automobile) : Grand Prix automobile de France.
- 1950 :
  - (Football) : création de l' Olympique lyonnais.

### XXesièclede1951à2000
- 1952 :
  - (Jeux olympiques) : clôture des Jeux olympiques d'été de 1952 à Helsinki.
  - (Formule 1) : Grand Prix automobile d'Allemagne.
- 1955 :
  - (Athlétisme) : le Belge Roger Moens bat le record du monde du 800 mètres à Oslo (1 min 46 s 7/10). Ce record tiendra 6 ans et demi.
- 1958 :
  - (Formule 1) : Grand Prix automobile d'Allemagne.
- 1969 :
  - (Formule 1) : Grand Prix automobile d'Allemagne.
- 1975 :
  - (Formule 1) : Grand Prix automobile d'Allemagne.
  - (Stade) : inauguration à La Nouvelle-Orléans du Louisiana Superdome.
- 1980 :
  - (Jeux olympiques) : clôture des Jeux olympiques d'été de 1980 à Moscou.
- 1983 :
  - (Natation) : à Clovis (Californie), Rick Carey porte le record du monde du 200 m dos à 1 min 58 s 93/100.
- 1986 :
  - (Athlétisme) : l'Américaine Jackie Joyner-Kersee bat le record du monde d'heptathlon féminin avec 7 161 points, devenant la première femme à dépasser le total de 7 000 points.
- 1990 :
  - (Voile) : la Française Florence Arthaud bat le record de la traversée de l'Atlantique à la voile en 9 jours, 21 heures et 42 minutes.
- 1993 :
  - (Natation) : le Hongrois Károly Güttler bat le record du monde du 100 mètres brasse en 1 min 00 s 95/100, à Sheffield lors des Championnats d'Europe de natation.
- 1996 :
  - (Football) : l'équipe olympique du Nigeria est la première équipe africaine à remporter l'or olympique en football.

### XXIesiècle
- 2003 :
  - (Formule 1) : Grand Prix d'Allemagne.
- 2005 :
  - (Football) : un an après avoir annoncé son retrait de l'équipe de France de football, Zinédine Zidane revient sur sa décision et décide participer aux derniers matches qualificatifs pour la Coupe du monde 2006 afin de terminer sa carrière en bleu en Allemagne.
- 2006 :
  - (Natation) : la Française Laure Manaudou remporte deux médailles d'or en 33 minutes aux Championnats d'Europe de natation à Budapest.
- 2008 :
  - (Formule 1) : Grand Prix de Hongrie.
- 2012 :
  - (JO) : 10e jour de compétition aux Jeux olympiques de Londres.
- 2015 :
  - (Natation /Championnats du monde) : en natation sportive, dans le 100 m brasse masculin, victoire du Britannique Adam Peaty. Dans le 100 m papillon féminin, victoire de la Suédoise Sarah Sjöström qui améliore le record du monde de la distance en 55 s 64. Dans le 50 m papillon masculin, victoire du Français Florent Manaudou. Dans le 200 m 4 nages féminin, victoire de la Hongroise Katinka Hosszú qui améliore le record du monde en 2 min 6 s 12.
- 2016 :
  - (Jeux olympiques d'été de 2020) : le baseball-softball, le surf, le skateboard, le karaté et l'escalade feront leur apparition au programme des Jeux Olympiques de Tokyo 2020[2].
  - (Jeux olympiques de Rio 2016) : 1er jour de compétition. Cette journée olympique se déroule 2 jours avant l'ouverture officielle des Jeux olympiques.
- 2017 :
  - (Football /Transfert) : à l'issue d'un feuilleton et d'interminables tractations, le PSG officialise la signature de Neymar. Le Brésilien s'engage pour cinq ans. Le montant du transfert record est estimé à 222 millions d'euros[3].
- 2018 :
  - (Championnats sportifs européens) : sur la 2e journée de compétition, en natation sportive, sur 400 m nage libre, chez les hommes, victoire de l'Ukrainien Mykhailo Romanchuk et chez les femmes, sur 400 m quatre nages, victoire de la Française Fantine Lesaffre, sur les relais 4 × 100 m nage libre, chez les hommes, victoire des Russes : Evgeny Rylov, Danila Izotov, Vladimir Morozov et Kliment Kolesnikov, chez les femmes, victoire des Françaises : Marie Wattel, Charlotte Bonnet, Margaux Fabre et Béryl Gastaldello. En Natation synchronisée, sur le duo technique, victoire des Russes : Svetlana Kolesnichenko et Varvara Subbotina, sur le mixte technique, victoire des Russes : Mayya Gurbanberdieva et Aleksandr Maltsev. En cyclisme sur piste, sur la poursuite par équipes, chez les hommes, victoire des Italiens : Filippo Ganna, Francesco Lamon, Elia Viviani et Michele Scartezzini et chez les femmes, victoire des Britanniques : Elinor Barker, Laura Kenny, Katie Archibald et Neah Evans, sur le scratch, chez les hommes, victoire de l'Ukrainien Roman Gladysh et chez les femmes, victoire de la Néerlandaise Kirsten Wild, sur la vitesse par équipes, chez les hommes, victoire des Néerlandais : Jeffrey Hoogland, Harrie Lavreysen, Nils van 't Hoenderdaal et Roy van den Berg puis chez les femmes, victoire des Russes : Daria Shmeleva et Anastasiia Voinova.
- 2019 :
  - (Football /Trophée des champions) :
    - en Chine, le PSG remporte son 7e Trophée des champions en battant le Stade rennais football club 2-1.
    - en Allemagne le Borussia Dortmund s'impose face au Bayern Munich 2-0 et remporte la Supercoupe d'Allemagne de football.
- 2021 :
  - (JO /JO de Tokyo ) : 14e journée des JO.
- 2023 :
  - (Cyclisme /Mondiaux) : début des championnats du monde de cyclisme UCI qui accueillent 13 championnats du monde UCI individuels et sont le plus grand événement cycliste jamais organisé[4]. Le calendrier complet est annoncé le 8 septembre 2022[5].
- 2024 :
  - (Jeux olympiques d'été /JO de Paris) : 10e jour de compétitions des Jeux olympiques.
- 2025 :
  - (Cyclisme sur route /Tour de France Femmes) : sur la 4e édition du Tour de France Femmes, la Française Pauline Ferrand-Prévot s'impose avec la manière à Châtel[6].

## Naissances

### XIXesiècle
- 1847 :
  - William Lindsay, footballeur anglais. (1 sélection en équipe nationale). († 15 février 1923).
- 1870 :
  - Paul Blanchet, athlète de sprint et joueur de rugby puis archéologue et explorateur français. († 6 octobre 1900).
- 1874 :
  - Pierre de Crawhez, pilote de courses automobile belge. († 29 avril 1925).
- 1878 :
  - George Nicholson, joueur de rugby à XV néo-zélandais. (4 sélections en équipe nationale). († 13 septembre 1968).
- 1884 :
  - Georges Boillot, pilote de courses automobile français. († 19 mai 1916).
  - Constant Feith, footballeur néerlandais. Médaillé de bronze aux Jeux de Stockholm 1912. (8 sélections en équipe nationale). († 15 septembre 1958).
- 1894 :
  - Harry Heilmann, joueur de baseball américain. († 9 juillet 1951).
- 1899 :
  - Louis Chiron, pilote de F1 monégasque. († 22 juin 1979).
  - Jean Cugnot, cycliste sur piste français. Champion olympique du tandem et médaillé de bronze de la vitesse individuelle aux Jeux de Paris 1924. († 25 juin 1933).
- 1900 :
  - Fernand Canteloube, cycliste sur route français. Champion olympique de la course par équipes et médaillé de bronze de la course individuelle aux Jeux d'Anvers 1920. († 16 juillet 1976).

### XXesièclede1901à1950
- 1916 :
  - José Manuel Moreno, footballeur argentin. Vainqueur des Copa América 1941, 1945, 1946 et 1947. (34 sélections en équipe nationale). († 26 août 1978).
- 1919 :
  - Jean Estager, pilote de rallyes automobile français. († 9 avril 2002).
- 1935 :
  - Ferenc Török, pentathlète honrois. Champion olympique en individuel et médaillé de bronze par équipes aux Jeux de Tokyo 1964 puis champion olympique par équipes aux Jeux de Mexico 1968.
- 1937 :
  - Andrés Gimeno, joueur de tennis espagnol. Vainqueur du tournoi de Roland Garros 1972. († 9 octobre 2019).
- 1940 :
  - Lance Alworth, joueur de football U.S. américain.
- 1941 :
  - Franco Menichelli, Gymnaste italien. médaillé de bronze par équipes et au sol aux Jeux de Rome 1960 puis champion olympique au sol, médaillé d'argent aux anneaux et de bronze des barres parallèles aux Jeux de Tokyo 1964.
- 1944 :
  - Christel Frese, athlète de sprint allemande.
- 1945 :
  - Eamon Dunphy, footballeur puis consultant TV irlandais. (23 sélections en équipe nationale).
- 1948 :
  - Pierre Lacroix, dirigeant sportif de hockey sur glace canadien. († 13 décembre 2020).
- 1949 :
  - Ron Fournier, arbitre de hockey et journaliste sportif canadien.
  - Valeri Vassiliev, hockeyeur sur glace soviétique puis russe. Champion olympique aux Jeux de Sapporo 1972, aux Jeux d'’Innsbruck 1976 puis médaillé d'argent aux Jeux de Lake Placid 1980. Champion du monde de hockey sur glace 1970, 1973, 1974, 1975, 1978, 1979, 1981 et 1982. († 19 avril 2012).

### XXesièclede1951à2000
- 1951 :
  - Marcel Dionne, hockeyeur sur glace canadien.
  - Aldo Zenhäusern, hockeyeur sur glace suisse. († 9 janvier 2012).
- 1952 :
  - Osvaldo Ardiles, footballeur argentin. Champion du monde du monde de football 1978. Vainqueur de la Coupe UEFA 1983-1984. (53 sélections en équipe nationale).
- 1956 :
  - Dominique Chauvelier, athlète de fond français. Médaillé de bronze du marathon aux CE d'athlétisme 1990.
  - Todd Christensen, joueur de football U.S. américain. († 13 novembre 2013).
- 1958 :
  - Kurt Thiim, pilote de courses automobile danois.
- 1959 :
  - Mike Gminski, basketteur américain.
- 1960 :
  - Tim Mayotte, joueur de tennis américain. Médaillé d'argent en simple aux Jeux de Séoul 1988.
- 1966 :
  - Lyudmila Borisova, athlète de demi-fond soviétique puis russe.
- 1968 :
  - Rod Beck, joueur de baseball américain. († 23 juin 2007).
  - Christophe Bordeau, nageur français. Médaillé de bronze du 200 m papillon aux Championnats d'Europe de natation 1991 puis du 4 × 200 m nage libre aux Championnats d'Europe de natation 1993.
- 1969 :
  - Doug Overton, joueur et entraîneur de basket-ball américain.
- 1970 :
  - Thomas Fernandez, footballeur puis entraîneur français.
- 1971 :
  - Guy Boucher, hockeyeur sur glace puis entraîneur canadien.
- 1972 :
  - Sandis Ozoliņš, hockeyeur sur glace letton.
- 1973 :
  - Kurt Grote, nageur américain. Champion olympique du relais 4 × 100 m 4 nages aux Jeux d'Atlanta 1996. Champion du monde de natation du 200 m brasse 1998.
- 1974 :
  - Andreas Schifferer, skieuse alpine autrichienne. Médaillé de bronze du Super-G aux Jeux de Salt Lake City 2002.
- 1976 :
  - Ghizlane Samir, patineuse de vitesse en roller française.
- 1977 :
  - Tom Brady, joueur de football U.S. américain.
  - Óscar Pereiro, cycliste sur route espagnol. Vainqueur du Tour de France 2006.
  - Rui Silva, athlète de demi-fond portugais. Médaillé de bronze sur 1 500 m aux Jeux d'Athènes 2004.
- 1978 :
  - Juan Carlos Higuero, athlète de demi-fond espagnol.
- 1980 :
  - Dominic Moore, hockeyeur sur glace canadien.
- 1982 :
  - Viktor Khryapa, basketteur russe. Médaillé de bronze aux Jeux de Londres 2012. Champion d'Europe de basket-ball 2007. Vainqueur de la Euroligue de basket-ball 2008.
  - Yelena Soboleva, athlète de demi-fond russe.
  - Ljubo Vukić, handballeur croate.
- 1983 :
  - Drago Vuković, handballeur croate. Champion olympique aux Jeux d'Athènes 2004 et médaillé de bronze aux Jeux de Londres 2012. (157 sélections en équipe nationale).
- 1984 :
  - Erika Araki, volleyeuse japonaise. Médaillée de bronze aux Jeux de Londres 2012. Championne d'Asie et d'Océanie de volley-ball féminin 2007 et 2017. Victorieuse de la Ligue des champions féminine 2009. (204 sélections en équipe nationale).
  - Sunil Chhetri, footballeur indien. (105 sélections en équipe nationale).
  - Ryan Lochte, nageur américain.  Champion olympique du relais 4 × 200 m nage libre et médaillé d'argent du 200 m 4 nages aux Jeux d'Athènes 2004, champion olympique du 200 m dos et du relais 4 × 200 m nage libre puis médaillé de bronze du 200 m 4 nages et du 400 m 4 nages aux Jeux de Pékin 2008, champion olympique du 400 m 4 nages et du relais 4 × 200 m nage libre, médaillé d'argent du 200 m 4 nages et du relais 4 × 100 m nage libre puis médaillé de bronze du 200 m dos aux Jeux de Londres 2012, champion olympique du relais 4 × 200 m nage libre aux Jeux de Rio 2016. Champion du monde de natation du relais 4 × 200 m 2005, du 200 m dos et du relais 4 × 200 m 2007, du 200 m 4 nages, du 400 m 4 nages, des relais 4 × 100 m et 4 × 200 m nage libre 2009, du 200 m nage libre, du 200 m dos, du 200 m 4 nages, du 400 m 4 nages et du 4 × 200 m nage libre 2011, du 200 m dos, du 200 m 4 nages et du relais 4 × 200 m nage libre 2013 et du relais 4 × 100 m 4 nages 2015.
- 1985 :
  - Rubén Limardo, épéiste vénézuélien. Champion olympique en individuelle aux Jeux de Londres 2012.
- 1987 :
  - Cesare Benedetti, cycliste sur route italien.
  - Gary Medel, footballeur chilien. (128 sélections en équipe nationale).
  - Vincent Muratori, footballeur français.
  - Alexander Søderlund, footballeur norvégien. (28 sélections en équipe nationale).
  - A. J. Slaughter, basketteur américano-polonais. (1 sélection avec l'équipe de Pologne).
- 1989 :
  - Jules Bianchi, pilote de F1 français. († 17 juillet 2015).
  - Matteo Bruscagin, footballeur italien.
  - Wichaya Dechmitr, footballeur thaïlandais. (29 sélections en équipe nationale).
  - Yaroslav Rakitskiy, footballeur ukrainien. (54 sélections en équipe nationale).
  - Tyrod Taylor, joueur de foot U.S. américain.
- 1990 :
  - Benjamin André, footballeur français.
  - Silvan Dillier, cycliste sur route suisse. Champion du monde de cyclisme sur route du contre la montre par équipes 2014 et 2015.
  - Lu Haojie, haltérophile chinois. Médaillé d'argent des -77kg aux Jeux de Londres 2012.
  - Mickael Mawem, grimpeur français. Champion du monde d'escalade du bloc de 2023. Champion d'Europe d'escalade du bloc 2019.
  - Oupa Mohojé, joueur de rugby à XV sud-africain. (19 sélections en équipe nationale).
  - Florent Urani, judoka français. Champion d'Europe de judo par équipes 2015.
- 1991 :
  - Priscilla Gneto, judokate française. Médaillée de bronze des -52 kg aux Jeux de Londres 2012. Championne du monde de judo par équipes 2011. Championne d'Europe de judo par équipes 2011, médaillée d'argent des -52 kg aux CE de judo 2016 puis championne d'Europe de judo des -57 kg 2017.
  - Markus Kennedy, basketteur américain.
- 1992 :
  - Gaspard Baumgarten, hockeyeur sur gazon français. (141 sélections en équipe de France).
  - Gamze Bulut, athlète de demi-fond turque.
  - Abdullah Otayf, footballeur saoudien. (45 sélections en équipe nationale).
- 1993 :
  - Naz Mitrou-Long, basketteur canado-grec.
  - Aurélien Tchitombi, handballeur franco-congolais. (17 sélections avec l'équipe de République démocratique du Congo).
- 1994 :
  - Emerson, footballeur brésilo-italien. Champion d'Europe de football 2020. Vainqueur de la Ligue Europa 2019 et de la Ligue des champions 2021. (29 sélections avec l'équipe d'Italie).
  - Corentin Tolisso, footballeur français. Champion du monde football 2018. Vainqueur de la Ligue des champions 2020. (28 sélections en équipe de France).
- 1995 :
  - Kendrick Nunn, basketteur américain.
- 1997 :
  - Julien Le Cardinal, footballeur français.
  - Stefan Peno, basketteur serbe.
- 2000 :
  - Tony Arbolino, pilote de vitesse moto italien. (8 victoires en grand Prix).
  - Damion Baugh, basketteur américain.
  - Thijs Dallinga, footballeur néerlandais.
  - Ahmed Farhan, footballeur irakien. (4 sélections en équipe nationale).

### XXIesiècle
- 2001 :
  - Ricky Council IV, basketteur américain.
  - Joshua Kitolano, footballeur norvégien.
- 2004 :
  - Fabio Miretti, footballeur italien. (1 sélection en équipe nationale).
- 2003 :
  - Ruben van Bommel, footballeur néerlandais.
- 2005 :
  - Kon Knueppel, basketteur américain.

## Décès

### XXesièclede1901à1950
- 1926 :
  - Albert Corey, 48 ans, athlète de fond français. Médaillé d'argent du marathon et du 4 miles par équipes aux Jeux de Saint-Louis 1904. (° 16 avril 1878).
- 1948 :
  - Tommy Ryan, 78 ans, boxeur américain. Champion du monde poids welters de boxe de 1894 à 1898 puis champion du monde poids moyens de boxe de 1898 à 1907. (° 31 mars 1870).

### XXesièclede1951à2000
- 1958 :
  - Peter Collins, 26 ans, pilote de F1 britannique. (3 victoires en Grand Prix). (° 6 novembre 1931).
- 1968 :
  - Xavier Lesage, 82 ans, cavalier de dressage français. Médaillé de bronze individuel aux Jeux de Paris 1924 puis champion olympique en individuel et par équipe aux Jeux de Los Angeles 1932. (° 25 octobre 1885).
  - Andrew White, 74 ans, joueur de rugby à XV néo-zélandais. (4 sélections en équipe nationale). (° 21 mars 1894).
- 1970 :
  - Gérard Isbecque, 73 ans, footballeur français. (4 sélections en équipe de France). (° 15 mars 1897).
- 1989 :
  - Johannes Schöne, 69 ans, footballeur puis entraîneur allemand puis est-allemand. (3 sélections en équipe nationale). (° 23 avril 1920).

### XXIesiècle
- 2011 :
  - Bubba Smith, 66 ans, joueur de foot U.S. américain. (° 28 février 1945).
- 2016 :
  - Chris Amon, 73 ans, pilote de F1 et de courses automobile d'endurance néo-zélandais. Vainqueur des 24 Heures du Mans 1966. (° 20 juillet 1943).
- 2017 :
  - Ángel Nieto, 70 ans, pilote de vitesse moto espagnol. Champion du monde de vitesse moto 50 cm3 1969, 1970, 1972, 1975 et 1977. Champion du monde de vitesse moto 125 cm3 1971, 1972, 1979, 1981 et 1984. (90 victoires en Grand Prix). (° 25 janvier 1947).
  - Dick Hemric, 83 ans, joueur de basket-ball américain. (° 29 août 1933).
- 2019 :
  - Jean-Claude Bouttier, 74 ans, boxeur puis consultant TV français. (° 13 octobre 1944).
  - Brian Lochore, 78 ans, joueur de rugby à XV puis entraîneur néo-zélandais. (25 sélections en équipe nationale). Champion du monde de rugby à XV 1987. (° 3 septembre 1940).
- 2022 :
  - Andrejs Rubins, 43 ans, footballeur letton. (117 sélections en équipe nationale). (° 26 novembre 1978).
- 2024 :
  - Mustapha Moussa, 62 ans, boxeur algérien. Médaillé de bronze des -81kg aux Jeux de Los Angeles 1984. (° 2 février 1962).